# Geophaps
Geophaps – rodzaj ptaków z podrodziny trerony (Raphinae) w rodzinie gołębiowatych (Columbidae).

## Zasięg występowania
Rodzaj obejmuje gatunki występujące na kontynencie australijskim.

## Morfologia
Długość ciała 20–32 cm, rozpiętość skrzydeł 30–35 cm; masa ciała 73–250 g.

## Systematyka

### Etymologia
- Geophaps: gr. γεω- geō- „ziemny-”, od γη gē „ziemia”; φαψ phaps, φαβος phabos „gołąb”[6].
- Terraphaps: łac. terra „ląd, ziemia, grunt”; gr. φαψ phaps, φαβος phabos „gołąb”[7]. Gatunek typowy:  Columba smithii Jardine & Selby, 1830.

### Podział systematyczny
Do rodzaju należą następujące gatunki:
- Geophaps plumifera – aborygenek lancetoczuby
- Geophaps scripta – aborygenek wąsaty
- Geophaps smithii – aborygenek maskowy